# خوليو كوندي
خوليو كوندي (بالإسبانية: Julio Conde)‏ هو صانع آلة موسيقية ‏ إسباني، ولد في 1915، وتوفي في 1995.